# Canadice
Canadice è un comune (town) degli Stati Uniti d'America, situato nello stato di New York, nella contea di Ontario.